# چوب‌کبریتی‌واران
چوب‌کبریتی‌واران (نام علمی: Eumastacoidea) نام یک بالاخانواده از راسته راست‌بالان است.